# Human Nature (Madonna)
Human Nature è una canzone di Madonna. Il singolo, uscito il 6 giugno del 1995, è il quarto e ultimo estratto dall'album Bedtime Stories. Human Nature è incluso anche in GHV2. Si tratta di una traccia R&B con uso di batteria e del campione riprodotti in loop. La canzone è stata accolta positivamente dalla critica.

## Descrizione
Nel 1994, durante la registrazione dell'album "Bedtime stories", Madonna fu invitata ad una serata del David Letterman Show. La puntata, come di consueto, andò in diretta. Madonna cominciò ad accusare David Letterman di essere lecchino con i suoi ospiti, si dichiarò offesa per quello che era stato detto di lei riguardo al libro "Sex" e cominciò a ripetere in quasi ogni frase le parole "cazzo", "merda" e "fottere". Alla fine dell'intervista Madonna si rifiuta di lasciare la poltrona dicendo "ma perché ci dobbiamo attenere sempre alle regole?, non possiamo rompere questi cazzo di schemi?". La polemica sui modi e sul linguaggio di Madonna si accese subito all'indomani dello show. Madonna scrive "Human nature" in risposta ai toni aspri e infuocati dell'intervista di Letterman, dice di non aver rimpianti per ciò che ha fatto precedentemente e ripete più volte di non volersi scusare, e che non sapeva non si potesse parlare di sesso, di lui (David Letterman) e di potersi esprimere. Anni dopo Madonna smentì le voci della lite con Letterman dicendo che l'intervista era stata tutta montata a tavolino, ma lo staff di Letterman smentì queste dichiarazioni. Il verso sussurrato nella canzone Express Yourself, Don't Repress Yourself (Esprimi te stesso, non reprimerti) è diventato una frase-manifesto di Madonna esibita anche sulle magliette. Il brano consiste l'ultima provocazione sessuale attuata dalla cantante.

## Il video
Il videoclip di Human Nature è stato diretto da Jean-Baptiste Mondino ed è uno dei più iconici e rappresentativi della carriera della cantante: Madonna è vestita con una tuta in pelle nera aderente di gusto BDSM mentre canta e balla davanti a vari sfondi bianchi in forte contrasto. Il video ha ottenuto la nomination come miglior direzione artistica e miglior fotografia. Nel video scandisce chiaramente la frase «Absolutely no regrets» ("Non ho assolutamente rimpianti"). Nel corpo di ballo che accompagna la cantante c'è anche un giovane Luca Tommassini.
Il video della canzone è stato pubblicato sul canale YouTube della cantante il 10 Novembre 2017 e oggi ha circa 4 milioni di visualizzazioni. 

## Esecuzioni live
- Madonna ha eseguito per la prima volta la canzone nel Drowned World Tour del 2001 mentre monta un toro meccanico;
- Il brano è proposto nello Sticky & Sweet Tour (2008-2009) in versione rock, con la partecipazione di Britney Spears nel backdrop video: la Spears è ripresa intrappolata in un ascensore e alla fine della canzone  intona la frase "It's Britney, B*tch" dalla sua canzone Gimme More. Nella tappa del 6 novembre 2008 a Los Angeles la Spears ha accompagnato Madonna sul palco per l'esibizione della performance.
- La canzone è inclusa poi nella setlist del MDNA Tour del 2012, eseguita nella versione originale dell'album.
- Nel 2015 Madonna ha cantato Human Nature e Hung Up al Coachella Valley Music and Arts Festival durante un’esibizione con il rapper Drake, al termine del quale vi è stato un controverso bacio tra i due artisti.
- La canzone è stata eseguita durante il Madame X Tour (2019-2020), in un arrangiamento influenzato da beat trap, trombe e tamburi suonati da Madonna stessa.
- Human Nature fa infine parte anche della scaletta del The Celebration Tour (2023-2024).

## Accoglienza e successo commerciale
Il singolo Human Nature ha debuttato in 46ª posizione nella Billboard Hot 100 ed in 8ª posizione nella classifica inglese. Inoltre ha raggiunto il secondo posto nella classifica di Hot Dance Club Play. 
In Italia il singolo ha raggiunto una posizione tra i primi 10 in classifica e in Australia tra i primi 20. 

## Tracce
Singolo MC Regno Unito
1. Human Nature (Radio Edit) – 4:09
2. Human Nature (Chorus Door Slam with Nine Sample) – 4:48

Singolo CD maxi Germania, Regno Unito
1. Human Nature (Human Club Mix) – 9:05
2. Human Nature (The Runway Club Mix) – 8:19
3. Human Nature (Master with Nine Sample) – 4:48
4. Human Nature (I'm Not Your Bitch Mix) – 8:11

Singolo CD maxi Canada, Australia
1. Human Nature (Radio Edit) – 4:09
2. Human Nature (Runway Club Mix Radio Edit) – 3:58
3. Human Nature (Runway Club Mix) – 8:18
4. Human Nature (I'm Not Your Bitch Mix) – 8:10
5. Human Nature (Howie Tee Remix) – 4:47
6. Human Nature (Howie Tee Clean Remix) – 4:46
7. Human Nature (Radio Version) – 4:30
8. Human Nature (Bottom Heavy Dub) – 8:08
9. Human Nature (Love Is the Nature Mix) – 9:01

Singolo 7" MC CD Stati Uniti
1. Human Nature (Radio Version) – 4:30
2. Sanctuary (Album Version) – 5:03

Singolo 12" CD maxi Stati Uniti
1. Human Nature (Runway Club Mix) – 8:18
2. Human Nature (I'm Not Your Bitch Mix) – 8:10
3. Human Nature (Runway Club Mix Radio Edit) – 3:58
4. Human Nature (Bottom Heavy Dub) – 8:08
5. Human Nature (Howie Tee Remix) – 4:47
6. Human Nature (Howie Tee Clean Remix) – 4:46
7. Human Nature (Radio Edit) – 4:07

Singolo 12" Germania
1. Human Nature (Album Version) – 4:54
2. Bedtime Story (Junior's Sound Factory Mix) – 9:15
3. Bedtime Story (Junior's Wet Dream Mix) – 8:33

## Classifiche
| Classifica (1995) | Posizione massima |
| ----------------- | ----------------- |
| Australia         | 17                |
| Canada            | 9                 |
| Finlandia         | 11                |
| Germania          | 50                |
| Irlanda           | 21                |
| Italia            | 10                |
| Nuova Zelanda     | 37                |
| Svizzera          | 17                |
| Regno Unito       | 8                 |
| Stati Uniti       | 46                |